# Wild Bunch (Butch Cassidy)
Pour les articles homonymes, voir The Wild Bunch.
Le Wild Bunch de Butch Cassidy est une bande de hors-la-loi basée à Hole-in-the-Wall dans le Wyoming aux États-Unis. Elle tire son nom d'une autre bande, le gang Doolin-Dalton, déjà surnommée le Wild Bunch. Elle s'est rendue célèbre par ses attaques de trains et son histoire a été reprise dans le film de George Roy Hill en 1969, Butch Cassidy et le Kid.

## Membres du gang
Le gang est dirigé par Butch Cassidy. Il est formé de son meilleur ami, Elzy Lay, et de Harry Longabaugh, connu sous le nom de Sundance Kid, Ben Kilpatrick dit Tall Texan, William « News » Carver, Camila « Deaf Charlie » Hanks, Laura Bullion, George Sutherland Curry dit Flat-Nose Curry, Harvey Logan dit Kid Curry et Bob Meeks.
La bande est par ailleurs proche de deux femmes hors-la-loi, Ann Bassett et sa sœur Josie Bassett, dont le ranch près de Browns Park a souvent servi de base arrière au gang.
Tous les membres du gang étaient devenus hors-la-loi par suite de l'action des grands propriétaires de bétail, qui les avaient ruinés en leur volant leurs terres ou en les empêchant d’accéder aux points d'eau et aux marchés indispensables à la survie de leurs petites exploitations.

## Histoire du gang
Le gang prétendait faire tous les efforts pour s'abstenir de tuer des gens, et Cassidy se vantait de n'avoir jamais tué un seul homme ou une seule femme dans toute sa carrière. Cependant, ces affirmations concernant la bande sont fausses. Kid Curry, George Curry, Will Carver et d'autres membres du gang ont tué de nombreuses personnes pendant leur cavale. Kid Curry à lui seul a tué 9 hommes de loi lorsqu'il faisait partie du gang, et ainsi que deux civils pendant des fusillades, devenant le membre le plus redouté de la bande. Elzy Lay a tué deux autres policiers à la suite d'un braquage, dans lequel il a été blessé, arrêté et condamné à la prison à perpétuité. "Flat-Nose" George Curry a tué au moins deux représentants de la loi, avant d'être lui-même tué par des représentants de la loi du comté de Grand, dans l'Utah.
La bande était également étroitement associée aux femmes hors-la-loi Ann Bassett et Josie Bassett, dont le ranch près de Browns Park a souvent ravitaillé les hors-la-loi en chevaux frais et bétail. Les deux filles Bassett ont eu des relations amoureuses avec plusieurs membres du gang, et les deux ont parfois accompagné le gang à l'une de leurs cachettes, appelée "Robbers Roost". Des associations avec des éleveuses comme celles-ci dans la région ont permis au gang une mobilité considérable, leur donnant un ravitaillement facile de chevaux frais et de provision, et un endroit pour se cacher pour une nuit ou deux.
À 1h du matin le 2 juin 1899, Cassidy, Sundance Kid, Harvey Logan et Elzy Lay ont braqué un train de l'Union Pacific près de Wilcox, dans le Wyoming. Ils portaient des masques faits de serviettes blanches, vraisemblablement volés dans un restaurant Harvey House. Dans ce hold-up, ils ont volé entre 30 000 $ et 60 000 $. Le gang se sépara ensuite, un stratagème simple pour se débarrasser de leurs poursuivants, et plusieurs s'enfuirent au Nouveau-Mexique. Le 11 juillet 1899, des membres du gang ont braqué un train près de Folsom, Nouveau Mexique, en l'absence de Cassidy. La poursuite par une troupe menée par le shérif Ed Farr a débouché sur deux fusillades, pendant lesquelles le shérif Farr et deux adjoints ont été tués. Le membre du gang Sam Ketchum a été blessé et est mort en détention. Elzy Lay, l'un des amis les plus proches de Cassidy et cofondateur de la bande de la Wild Bunch, a été blessé et a également été arrêté.
Cassidy et les autres membres se sont regroupés dans le Wyoming. Le 29 août 1900, Cassidy, le Sundance Kid, Kid Curry et un autre membre de gangs non identifiés qui auraient été Will Carver, ont braqué un autre train de l'Union Pacific à Tipton, au Wyoming. Moins d'un mois plus tard, le 19 septembre 1900, ils ont pillé la First National Bank de Winnemucca, au Nevada, volant 32 640 $. Ces vols lucratifs et d'autres ont conduit à beaucoup de notoriété et de renommée pour le gang.

### La fin de la Wild Bunch

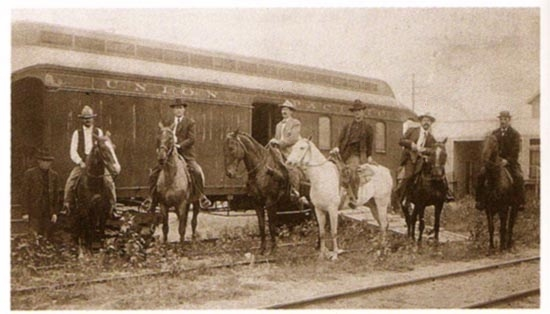
Réunion d'une troupe pour combattre la Wild Bunch en 1900.

Au début de 1901, Cassidy, le Sundance Kid et la petite amie de Cassidy Etta Place se sont installés en Patagonie, en Argentine, où ils ont passé du temps à La Leona à 110 km d'El Calafate dans la province de Santa Cruz pour échapper à la recherche de Pinkerton et d'autres hommes de loi. La même année, le 1er avril, Will Carver a été blessé par des hommes de loi et est mort en mai. Ben Kilpatrick et Laura Bullion ont été capturés dans le Tennessee en décembre 1901. Il a été condamné à vingt ans de prison et elle à cinq ans de prison. Kid Curry a tué deux hommes de loi à Knoxville, dans le Tennessee. Il a échappé à la capture et est parti dans le Montana, où il a tué l'éleveur qui avait tué son frère Johnny des années auparavant. Il a été capturé à son retour dans le Tennessee, mais s'est échappé à nouveau. Kid Curry s'est suicidé dans le Colorado en 1904 lors d'une fusillade avec des hommes de loi, car il avait dit qu'aucun homme de loi ne l'aurait jamais vivant. En 1908, Cassidy et Sundance ont été tués dans une fusillade avec la cavalerie bolivienne.
Etta Place a disparu, sa dernière observation connue date de 1909 à San Francisco. On a soupçonné qu'elle se soit réinventée en tant que propriétaire bordel et d'hôtel sous le nom d'Eunice Gray, à Fort Worth, au Texas; démenti depuis par des preuves photographiques récentes. Elzy Lay a été libéré de prison en 1906, et après une brève visite au ranch Bassett dans l'Utah, il a déménagé en Californie, où il est devenu un homme d'affaires respecté. Il y est mort en 1934. Ben Kilpatrick a été libéré de prison en 1911 et a été tué au cours d'un braquage de train au Texas en 1912. Laura Bullion a été libérée de prison en 1905 et a vécu le reste de sa vie comme couturière à Memphis, dans le Tennessee en 1961, le dernier membre de la Wild Bunch.

## Dans la culture populaire
- The Three Outlaws (1956), avec Neville Brand dans le rôle de Butch Cassidy and Alan Hale Jr dans le rôle du Sundance Kid, est un film de fiction des exploits du duo avec le membre de la Wild Bunch William "News" Carver comme troisième "outlaw" du titre[3].
- Butch Cassidy et le Kid (1969), été réalisé par George Roy Hill et écrit par William Goldman (qui a remporté l'Oscar du meilleur scénario original pour ce film).
- Drifters (manga) (2009-?), présente Butch Cassidy et le Sundance Kid comme des personnages secondaires. Ils sont transportés dans un monde fantastique après leur mort et apportent leur aide à la guerre contre le génocidaire "Roi Noir".